# Церква Всіх Святих (Щекавицьке кладовище)
Це́рква Всіх Святи́х — православний храм у Києві на горі Щекавиця, при Щекавицькому цвинтарі, збудований 1782 року та зруйнований у 1930-ті роки. Стояла трохи на схід від сучасної Подільської радіовежі.

## Історія
1772 року на горі Щекавиця київський магістрат заснував кладовище для поховань мешканців Подолу, померлих від епідемії холери 1770—1772 років. У 1780 році заклали, а 16 (29) липня 1782 року освятили кладовищенську церкву Всіх Святих, зведену коштом містян. Це була мурована однобанна тридільна церква, зведена у стилі «єлизаветинського рококо», своїм силуетом вона нагадувала Андріївську церкву. Стіни були декоровані ліпними пілястрами коринфського ордеру, сандриками тощо, увінчувала церкву грушоподібна баня на масивному восьмигранному барабані, прикрашена позолоченими зірками. Церковне свято святкували у неділю всіх святих (восьма неділя після Великодня), напівцерковним святом була і Томина неділя, коли мешканці Подолу збиралися у кладовищенській Всіхсвятській церкві для поминання померлих.
У 1809 році церковну будівлю пошкодила блискавка, тому довелося провести капітальний ремонт, в рамках якого над притвором церкви спорудили двоярусну псевдоготичну дзвіницю. З цього приводу історик Костянтин Широцький висловився так: «Ця й дотепер чудова споруда Єлизаветинської епохи у 1809 році була спотворена перебудовою». Втім, перебудована церква стала своєрідною архітектурною домінантою Щекавиці та її околиць. У 1857 році (в деяких джерелах — у 1858 році) коштом доброчинців до церкви добудували північний приділ, освячений на честь святої Марії Магдалини.
У 1890 році Щекавицьке кладовище закрили для поховань, а церкву Всіх Святих зробили парафіяльною.
У 1903 році в церкві почав служіння о. Олександр Глаголєв, майбутній видатний церковний діяч, вчений-богослов.
У 1904—1905 роках Всіхсвятську церкву реконструювали за проєктом архітектора М. Горденіна. В рамках реконструкції облаштували нові хори, прибудували тамбур до бабинця тощо. Після завершення робіт церкву наново освятили у жовтні 1905 року.
За радянської влади парафія церкви Всіх Святих дотримувалася традиційної «старослов'янської» орієнтації. На початку 1930-х років міська влада планувала на місці старих закритих кладовищ облаштувати парки культури та відпочинку, тому 21 жовтня 1935 року президія міської ради ухвалила рішення про закриття церкви, а в грудні того ж року почалося її руйнування. Приблизно тоді ж знищили і більшу частину Щекавицького кладовища. Від храмового комплексу зберігся лише цегляний одноповерховий будинок причту (вул. Олегівська, 32-Б).

## Реліквії церкви
У переддвер'ї церкви зберігався старовинний портрет київського сотника Сави Туптала, батька майбутнього святого Димитрія Ростовського. Також у церкві з 1870-х років зберігався мідний рельєф архангела Михаїла, який первісно прикрашав будинок Київського магістрату (після зруйнування церкви переданий до музею історії Києва).
Микола Закревський у своєму «Описании Киева» згадує про ще один цікавий артефакт:
|  | Близько двадцятих років, у бабинці церкви, під дзвіницею, на підлозі стояла кістка, схожа на людську гомілку, але неймовірного розміру, довжиною близько одного аршина, у поперечнику вершка три, вельми важка. У тих місцях, де розташовані зв'язки з м'язів, кістка ця вже була потерта і трухлява. Вона, вочевидь, належала до кістяка якоїсь величезної тварини, можливо, допотопної, що для спеціаліста було б легко здогадатися. Де її викопали та що з нею сталося — нам невідомо Оригінальний текст (рос. дореф.) [Около двадцатыхъ годовъ, въ притворѣ церкви, подъ колокольнею, на полу стояла у стѣны кость, похожая на человѣческую голень, но необыкновенной величины, длиною около одного аршина, въ поперечникѣ вершка три, весьма тяжелая. Въ тѣх мѣстахъ, гдѣ находятся связки изъ мускуловъ, кость эта была уже потерта и дрябла. Она очевидно принадлежала къ скелету какого нибудь огромнѣйшаго животнаго, можетъ быть допотопнаго, что для спеціалиста было бы лѣгко опредѣлить. Гдѣ ее выкопали и что съ нею сталось — намъ неизвѣстно] Помилка: [undefined] Помилка: {{Lang}}: немає тексту (допомога): невпізнаний код мови: ru-dor (допомога) |

## Галерея

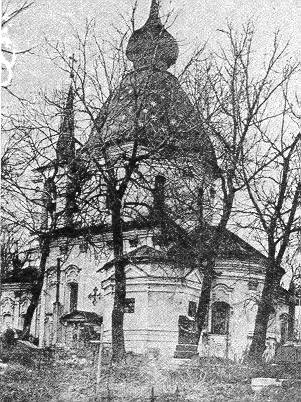
Церква Всіх Святих у кінці XIX сторіччя
Загальний вигляд Щекавиці і церква Всіх Святих
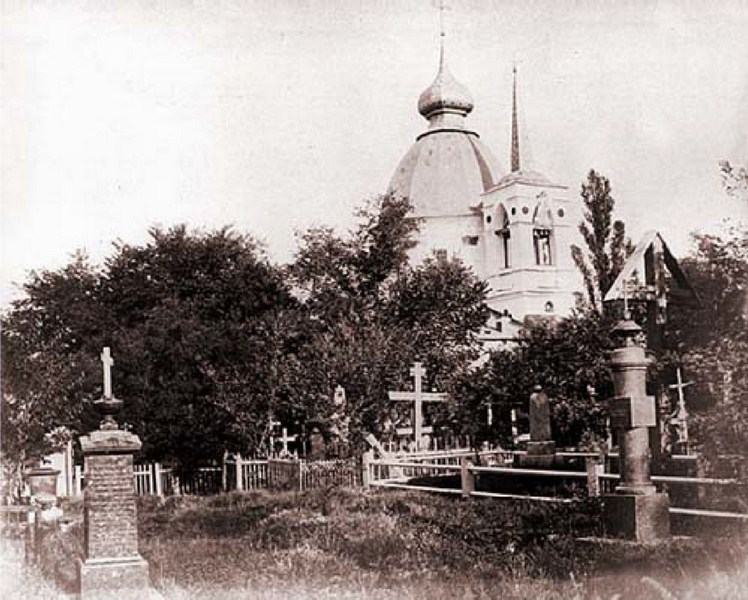
Фото 1917 року
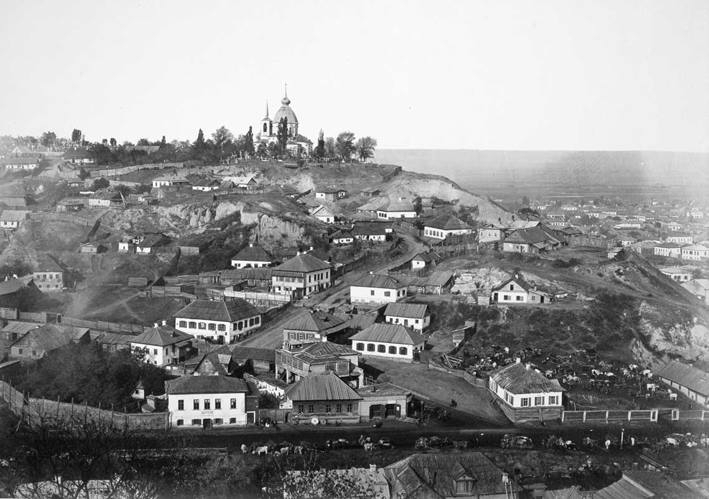
Гора Щекавиця із церквою Всіх Святих на верхів'ї